# Acide catalpique
L'acide catalpique est un acide gras polyinsaturé  correspondant à l'acide trans,trans,cis-Δ9,11,13 octadécatriénoïque (18:3). Il possède un système conjugué de trois doubles liaisons. On le trouve dans l'huile de graines de catalpa commun, où il représente environ 40 % des acides gras.